# Jean-François Sirinelli
Jean-François Sirinelli (París, 11 de junio de 1949), es un historiador francés, especializado en historia política y cultural del siglo XX. Es profesor del Instituto de Estudios Políticos de París y director del Centre d'histoire de Sciences Po. Ha dirigido la obra colectiva L'Histoire des droites en France.
Es uno de los principales representantes de la vertiente "politicística" de la historia cultural francesa, que desarrolla a través de sus obras sobre historia intelectual y cultura de masas. Ha tratado especialmente el periodo de los años sesenta.

## Formación
Es hijo de Jean Sirinelli, profesor universitario especializado en literatura griega clásica..
Jean-François Sirinelli se formó como agrégé de historia. En 1975, entró en el Centre d’analyse comparative des systèmes politiques de la Universidad de París I Panthéon-Sorbonne. Paralelamente, fue alumno de Jean-Jacques Becker y de René Rémond en la Universidad de París X Nanterre. En febrero de 1974 comienza su doctorado bajo la dirección de Rémond, sobre el tema Khagneux et normaliens des années vingt. Histoire politique d’une génération d’intellectuels (1919-1945), que defiende en 1985 y publica en 1988 (Fayard). Desde 1979 era profesor ayudante de historia contemporánea.

## Carrera
De 1987 a 1998 fue profesor titular de historia contemporánea en la Universidad de Lille III Charles-de-Gaulle y profesor del Institute for French Studies de la Universidad de Nueva York.
En 1998 pasa a ser profesor de historia política y cultural del siglo XX en el Instituto de Estudios Políticos de París. En 2000 sucede a Pierre Milza en la dirección del Centre d’histoire de l’Europe au s. XX (CHEVS), cuya denominación pasa luego a ser Centre d'histoire de Sciences Po.
Ha escrito numerosas obras, donde destaca su análisis de las relaciones y compromisos de los intelectuales franceses, por ejemplo su biografía cruzada de Jean-Paul Sartre y Raymond Aron, Deux intellectuels dans le siècle (1996). Entre sus temas de investigación, ha estudiado el concepto de generación, la Francia de los años sesenta y los baby-boomers, la epistemología de la historia cultural y la historia del tiempo presente.
Preside el Comité français des sciences historiques, es vicepresidente de la Association pour le développement de l'histoire culturelle, codirector de la Revue historique y codirector de la colección Le Nœud gordien en Presses universitaires de France (PUF).

## Publicaciones
- Jean-François Sirinelli (2015). Génération sans pareille • Les baby-boomers de 1945 à nos jours (en francés). Éditions Tallandier. p. 280. ISBN 979-10-210-1760-3. doi:10.3917/talla.sirin.2015.01. Consultado el 6 de septiembre de 2022.

Historia política:
- Histoire des droites en France (direction), nouvelle édition, Éditions Gallimard, coll. « Tel » ISSN 0339-8560 n.º 342-344, Paris, 2006 (1.ª edición. 1993), 3 vol.
- Dictionnaire historique de la vie politique française au s XX (direction), nouvelle édition actualisée, Presses universitaires de France, coll. « Quadrige / Dicos poche » ISSN 1762-7370, Paris, 2003 (1.ª edición 1995), 1280 p. ISBN 9782130525134
- Culture et action chez Georges Pompidou, actes du colloque organisé les 3 et 4 décembre 1998 par l’association Georges-Pompidou (direction avec Jean-Claude Groshens), Presses universitaires de France, coll. « Politique d’aujourd'hui » ISSN 0293-6755, Paris, 2000, 454 p. ISBN 2-13-050908-8
- Aux marges de la République. Essai sur le métabolisme républicain, Presses universitaires de France, coll. « Le Nœud gordien » ISSN 1629-4920, Paris, 2001, 144 p. ISBN 9782130522249
- Les Années Giscard. Institutions et pratiques politiques (1974-1978), actes de la journée d’études organisée par le Centre d’histoire de l’Europe du vingtième siècle et l’Institut pour la démocratie en Europe le 29 janvier 2002 avec la participation de Valéry Giscard d’Estaing (direction avec Serge Berstein et René Rémond), Librairie Arthème Fayard, collection « Nouvelles Études contemporaines » ISSN 1637-1585, Paris, 2003, 279 p. ISBN 978-2-213-61737-6
- Les Années Giscard. Valéry Giscard d’Estaing et l’Europe (1974-1981), actes de la journée d’études du 26 janvier 2004 organisée par le Centre d’histoire de Sciences Po et l’Institut pour la démocratie en Europe avec la participation de Valéry Giscard d’Estaing (direction avec Serge Berstein), Armand Colin, Paris, 2005, 272 p. ISBN 2-200-34583-6
- Michel Debré, Premier ministre (1959-1962), actes du colloque organisé les 14, 15 et 16 mars 2002 par le Centre d’histoire de Sciences Po (direction avec Serge Berstein et Pierre Milza), Presses universitaires de France, Paris, 2005, 690 p. ISBN 2-13-054404-5
- Les Années Giscard. Les réformes de la société (1974-1981), actes de la journée d’études des 16 et 17 janvier 2006 au palais du Luxembourg organisée par le Centre d’histoire de Sciences Po et l’Institut pour la démocratie en Europe avec la participation de Valéry Giscard d’Estaing (direction avec Serge Berstein), Armand Colin, Paris, 2007, 296 p. ISBN 978-2-200-35036-9
- La Ve République, PUF, Coll. "Que sais-je?" Paris, 2009, 128 p. ISBN 978-2-13-057602-0
- Comprendre la Ve République, PUF, Coll. "Hors collection" Paris, 2010, 544 p. ISBN 978-2-13-057829-1

Historia cultural:
- Chapitres X, XXI et XL de René Rémond, Le s XX. De 1918 à 1995, tome 6 de l’Histoire de France dirigée par Jean Favier, nouvelle édition augmentée, Fayard, Paris, 2003 (1.ª edición 1988) ISBN 978-2-213-61754-6
- Pour une histoire culturelle (direction avec Jean-Pierre Rioux), Éditions du Seuil, coll. « L’Univers historique » ISSN 0083-3673, Paris, 1997, 455 p. ISBN 2-02-025470-0
- Histoire culturelle de la France (direction avec Jean-Pierre Rioux), réédition, Éditions du Seuil, coll. « Points / Histoire » ISSN 0768-0457, Paris, 2005 (1.ª edición 1997–1998), 4 vol.
- Dictionnaire d'histoire culturelle de la France contemporaine, avec Christian Delporte et Jean-Yves Mollier, PUF, « Quadrige dicos poche » ISBN 978-2-13-056108-8, Paris, 2010, 928 p.

Historia intelectual:
- Les Intellectuels en France de l’affaire Dreyfus à nos jours, avec Pascal Ory, 3.ª edición actualizada, Éditions Perrin, coll. « Tempus » ISSN 1633-8294 n.º 73, Paris, 2004 (1.ª edición 1986), 435 p. ISBN 2-262-02235-6
- Génération intellectuelle. Khâgneux et normaliens dans l’entre-deux-guerres, rééd., Presses universitaires de France, coll. « Quadrige » ISSN 0291-0489 n.º 160, Paris, 1995 (1.ª edición 1988) ISBN 2-13-044685-X
- Intellectuels et passions françaises. Manifestes et pétitions au s XX, réédition, Éditions Gallimard, coll. « Folio / Histoire » ISSN 0764-6046 n.º 72, Paris, 1996 (1.ª edición 1990), 592 p. ISBN 2-07-032919-4
- La Guerre d’Algérie et les Intellectuels français, Éditions Complexe, coll. « Questions au s XX » n.º 26, Bruxelles, 1991 (1.ª edición 1988), 405 p. ISBN 2-87027-377-0
- « Des boursiers conquérants ? École et “promotion républicaine” sous la III République », dans Serge Bernstein et Odile Rudelle (direction), Le Modèle républicain, Presses universitaires de France, coll. « Politique d'aujourd’hui » ISSN 0293-6755, Paris, 1992, p. 243-262 ISBN 9782130441663
- Sartre et Aron, deux intellectuels dans le siècle, Hachette Littératures, coll. « Pluriel » ISSN 0296-2063 n.º 949, Paris, 1999 (1.ª edición 1995), 395 p. ISBN 2-01-278949-8
- L’Histoire des intellectuels aujourd’hui (direction avec Michel Leymarie), textes réunis avec la collaboration de Véronique Odul, Presses universitaires de France, Paris, 2003, 493 p. ISBN 2-13-053161-X

Cultura de masas:
- La Culture de masse en France de la Belle Époque à nos jours (direction avec Jean-Pierre Rioux), rééd., Hachette Littératures, coll. « Pluriel » ISSN 0296-2063, Paris, 2007 (1.ª edición. 2002), 461 p. ISBN 2-01-279123-9
- « L’événement-monde », Vingtième Siècle. Revue d’histoire ISSN 0294-1759, n.º 76, novembre-décembre 2002, p. 35-38 ISBN 978-2-7246-2920-0 [http://www.pressesdesciencespo.fr/livre/?GCOI=27246100629090

Siglo XX en Francia
- La France de 1914 à nos jours (dir.), 4 éd., Presses universitaires de France, coll. « Quadrige / Manuels » ISSN 0291-0489, Paris, 2004 (1.ª edición. 1993), 576 p. ISBN 9782130538431
- La France d’un siècle à l'autre (1914-2000). Dictionnaire critique, avec Jean-Pierre Rioux, Hachette Littératures, coll. « Pluriel » ISSN 0296-2063, Paris, 2002 (1.ª edición. 1999), 2 vol. ISBN 2-012-79094-1
- Comprendre le s XX français, Librairie Arthème Fayard, Paris, 2005, 527 p. ISBN 978-2-213-62608-1

Años sesenta en Francia:
- « La France des sixties revisitée », Vingtième Siècle. Revue d’histoire ISSN 0294-1759, n.º 69, janvier-mars 2001, p. 111-124 ISBN 978-2-7246-2888-3
- « Des “copains” aux “camarades” ? Les baby-boomers français dans les années 60 », Revue historique ISSN 0035-3264, n.º 626, avril-juin 2003, p. 817-836 ISBN 9782130534914 [http://www.puf.com/Book.aspx?book_id=018683
- Les Baby-Boomers. Une génération (1945–1969), rééd., Hachette Littératures, coll. « Pluriel » ISSN 0296-2063, Paris, 2007 (1.ª edición 2003), 324 p. ISBN 978-2-01-279371-2

Historia del tiempo presente:
- « Réflexions sur l’histoire et l’historiographie du s XX français », Revue historique ISSN 0035-3264, n.º 635, juillet 2005, p. 609-626 ISBN 9782130553021 [https://web.archive.org/web/20150426043616/http://www.puf.com/Book.aspx?book_id=021589
- Les Vingt Décisives. Le passé proche de notre avenir (1965-1985), Librairie Arthème Fayard, Paris, 2007, 323 p. ISBN 978-2-213-62704-5

Historiografía:
- Les historiens français à l'œuvre, 1995-2010, Jean-François Sirinelli, Pascal Cauchy, Claude Gauvard, directeurs, Presses universitaires de France, coll. « Hors collection » ISBN 978-2-13-058498-8, Paris, 2010, 336 p.

## Distinciones
- 1989 : Segundo premio Gobert, de la Académie française, por Génération intellectuelle
- 1989 : Premio Maurice-Baumont, de la Académie des sciences morales et politiques, por Génération intellectuelle